# William Kerr (3e marquis de Lothian)
William Kerr, 3e marquis de Lothian, (vers 1690 – 28 juillet 1767), est un noble écossais, appelé maître de Jedburgh de 1692 à 1703 et Lord Jedburgh de 1703 à 1722. Il est le fils de William Kerr (2e marquis de Lothian) et Lady Jean Campbell.

## Biographie
Bien que son titre de Lord Jedburgh soit généralement considéré comme un titre de courtoisie, il vote lors de l'élection des pairs écossais représentants sous ce nom en 1712. Le 7 décembre 1711, il se marie avec Margaret Nicolson, fille de Thomas Nicolson, 1er baronnet et Margaret Nicolson. Ils ont trois enfants:
- Robert Kerr (décédé en 1746), tué à la Bataille de Culloden
- William Kerr (4e marquis de Lothian) (1710-1775)
- Jane Kerr, morte jeune

Il accède au marquisat de Lothian en 1722 et est élu représentant des pairs en 1731, siégeant à la Chambre des lords jusqu'en 1761. De 1732 à 1738, il est lord haut-commissaire de l'Assemblée générale de l'Église d'Écosse et est nommé chevalier du chardon en 1734. De 1739 jusqu'à sa démission en 1756, il est Lord Clerk Register.
Sa première femme est décédée le 30 septembre 1759 à l'Abbaye de Newbattle où elle est enterrée. Il épouse par la suite sa cousine Jean Janet Kerr, fille de Charles Kerr de Cramond et de Janet Murray, le 1er octobre 1760, mais ils n'ont pas d'enfants. Lothian est mort à Lothian House, Canongate, Édimbourg et est enterré à Newbattle; sa femme est décédée à Lothian House le 26 décembre 1787.